# Bitspirit
A Bitspirit egy freeware p2p szoftver, amely a BitTorrent protokollt használja. A ByteLinker Inc. fejleszti, a BitComet forráskódjából.
Néhány információ a programról:
- Több torrent is tölthető egyszerre
- HTTP/SOCKS4/5 proxy támogatás
- UPnP támogatás
- Alacsony CPU- és memóriahasználat
- Kademlia alapú DHT támogatás